# 刘仙伦
劉仙倫（?—?），字叔儗，号招山，庐陵（今江西吉安）人。
与刘过齐名，世称庐陵二布衣。其词清畅自然，岳珂谓其“才豪甚，其诗往往不肯入格律”。有《招山小集》一卷。